# Championnat d'Inde de football 2001-2002
Navigation
Saison suivante Saison suivante
La saison 2001-2002 du Championnat d'Inde de football est la sixième édition du championnat national de première division indienne. Les douze meilleurs clubs du pays prennent part au championnat organisé par la fédération. Les équipes sont regroupées au sein d'une poule unique, où elles rencontrent leurs adversaires deux fois, à domicile et à l'extérieur. À l'issue du championnat, les deux derniers du classement sont relégués et remplacés par les deux meilleurs clubs de deuxième division.
C'est le club de Mohun Bagan qui remporte la compétition après avoir terminé en tête du classement final, avec deux points d'avance sur Churchill Brothers SC et quatre sur Vasco Sports Club. C'est le troisième titre de champion d'Inde de l'histoire du club.
À la suite de la réforme des compétitions continentales entreprise par l'AFC, l'Inde obtient deux places qualificatives pour la toute nouvelle Ligue des champions de l'AFC, qu'elle attribue aux deux premiers du classement général.

## Les clubs participants
| - JCT Mills - Kingfisher East Bengal - Salgaocar SC - Vasco Sports Club - FC Kochin - Indian Telephone Industries SC | - Hindustan Aeronautics Limited SC - Promu de D2 - Punjab Police - Promu de D2 - Churchill Brothers SC - Mahindra United - Mohun Bagan - Tollygunge Agragami |

## Compétition
Le classement est établi sur le barème de points classique (victoire à 3 points, match nul à 1, défaite à 0).

### Classement
| Rang | Équipe                             | Pts | J  | G  | N | P  | Bp | Bc | Diff |
| ---- | ---------------------------------- | --- | -- | -- | - | -- | -- | -- | ---- |
| 1    | Mohun Bagan                        | 44  | 22 | 13 | 5 | 4  | 31 | 19 | +12  |
| 2    | Churchill Brothers SC              | 42  | 22 | 12 | 6 | 4  | 44 | 19 | +25  |
| 3    | Vasco Sports Club                  | 40  | 22 | 12 | 4 | 6  | 28 | 20 | +8   |
| 4    | Salgaocar SC                       | 39  | 22 | 10 | 9 | 3  | 32 | 17 | +15  |
| 5    | Kingfisher East Bengal T           | 36  | 22 | 11 | 3 | 8  | 31 | 23 | +8   |
| 6    | Mahindra United                    | 33  | 22 | 9  | 6 | 7  | 25 | 19 | +6   |
| 7    | Indian Telephone Industries SC     | 30  | 22 | 8  | 6 | 8  | 26 | 26 | 0    |
| 8    | Hindustan Aeronautics Limited SC P | 28  | 22 | 8  | 4 | 10 | 18 | 26 | -8   |
| 9    | Tollygunge Agragami                | 23  | 22 | 6  | 5 | 11 | 26 | 37 | -11  |
| 10   | JCT Mills                          | 21  | 22 | 5  | 6 | 11 | 18 | 26 | -8   |
| 11   | FC Kochin                          | 17  | 22 | 4  | 5 | 13 | 12 | 32 | -20  |
| 12   | Punjab Police P                    | 12  | 22 | 3  | 3 | 16 | 11 | 38 | -27  |

|  | Qualification pour la Ligue des champions de l'AFC 2003 |
|  | Relégation directe en deuxième division                 |
|  | T: Tenant du titre P: Promu de deuxième division        |

## Bilan de la saison
| Championnat d'Inde de football 2001-2002                        |                        |
| Champion                                                        | Mohun Bagan (3e titre) |
| Coupes et trophées                                              |                        |
| Vainqueur de la Coupe d'Inde 2001-2002                          | Non disputée           |
| Qualifications continentales                                    |                        |
| Ligue des champions de l'AFC 2003                               | Mohun Bagan            |
| Ligue des champions de l'AFC 2003                               | Churchill Brothers SC  |
| Promotions et relégations                                       |                        |
| Promus en Championnat d'Inde de football                        | India Bank FC          |
| Promus en Championnat d'Inde de football                        | Dempo SC               |
| Relégués en Championnat d'Inde de football de deuxième division | FC Kochin              |
| Relégués en Championnat d'Inde de football de deuxième division | Punjab Police          |